# Ngan nhà
Ngan nhà (Danh pháp khoa học: Cairina moschata forma domestica) là loại ngan đã được thuần hóa, chọn giống trở thành một loài gia cầm và được đưa vào chăn nuôi rộng rãi để lấy các sản phẩm như thịt, trứng và lông cho nhu cầu của con người.
Ngan nhà được thuần hóa đầu tiên tại châu Mỹ thời kỳ Thời kỳ tiền Colombo (pre-Columbian times) bởi những người da đỏ bản địa ở đây từ những phân loài ngan hoang dã biết bay. Người Tây Ban Nha đã gọi loài ngan nhà với cái tên là pato criollo hay là vịt creole (vịt của người Creole bản địa), ngoài ra còn có những cái tên bằng tiếng Tây Ban Nha khác để chỉ về giống này như pato casero (tức là vịt backyard) hay pato mudo (tức vịt câm).

## Đại cương

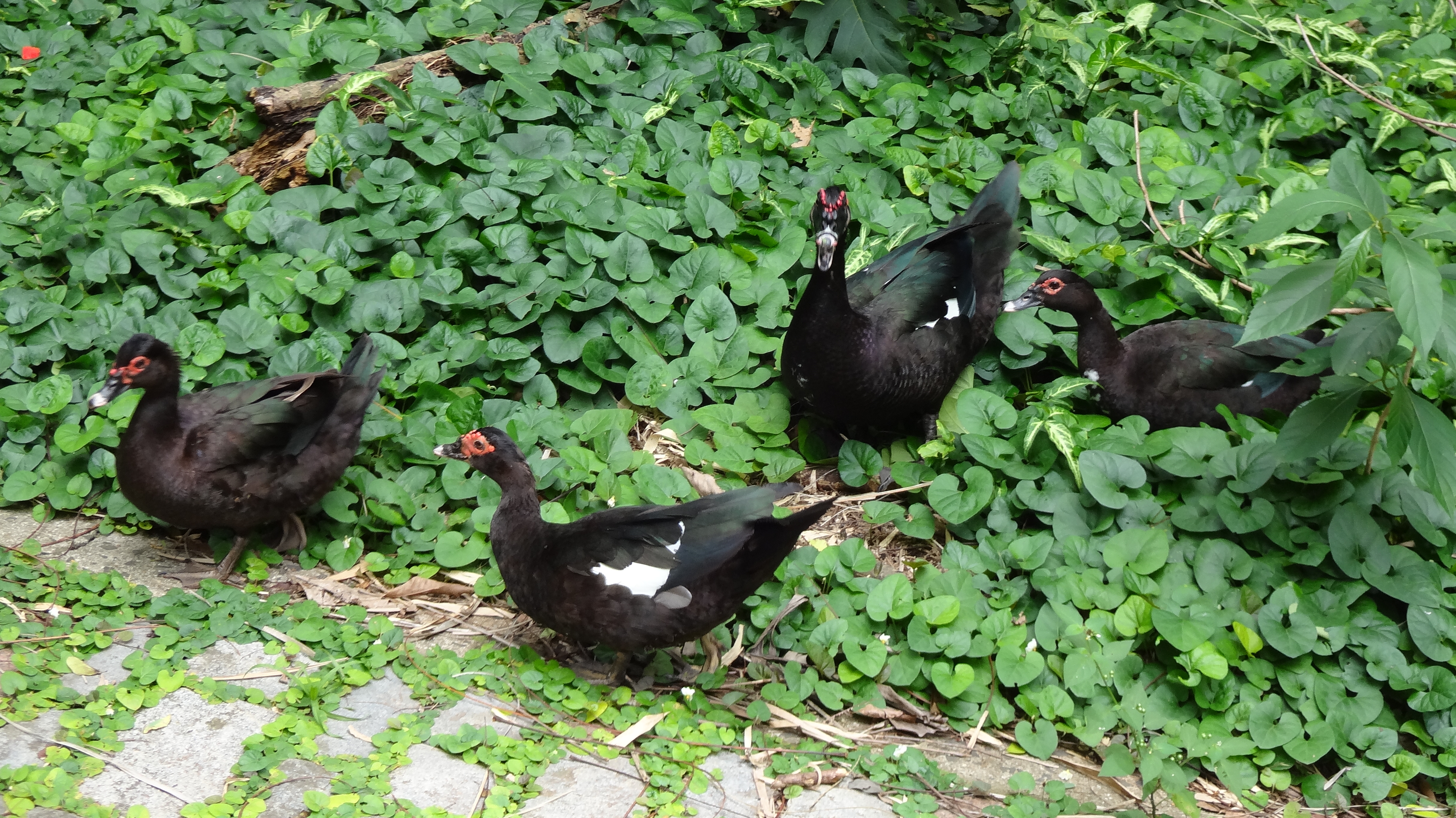
Một bầy ngan nhà

Thịt ngan cũng được ưa chuộng hơn so với phần lớn thịt từ các giống vịt nhà (có lẽ là hậu duệ đã thuần hóa của vịt cổ xanh) do nạc hơn, chứ không chứa nhiều mỡ như thịt vịt, độ nạc và mềm của thịt ngan có thể so sánh với thịt bê. Các giống ngan thuần hóa thường có các đặc trưng bộ lông khác với của ngan hoang. Loại ngan có lông trắng thích hợp cho sản xuất thịt.
Ngan mái nặng khoảng 2–5 kg (5-10 pao); ngan trống nặng khoảng 5–8 kg (10-17 pao). Ngan thuần hóa có thể sinh sản tới 3 lần mỗi năm. Phân loại con đực, con cái ngay từ ngày đầu tiên, mở lỗ huyệt ra. Con trống sẽ xuất hiện mấu lồi nhô lên, đó là gai giao cấu của chúng, ở con cái, không có mấu lồi đó. Con mái phải có mào đỏ, thân hình thanh gọn, cân đối, bụng mềm, lỗ huyệt ướt, lông sáng, bóng áp sát vào thân, vùng xương chậu nở rộng.
Một số ngan nuôi đã thoát ra ngoài hoang dã và hiện tại sinh đẻ ngoài khu vực bản địa của chúng, như ở Tây Âu và Hoa Kỳ. Ngan thịt sinh trưởng, phát triển nhanh, tiêu tốn thức ăn/kg tăng trọng thấp, tỷ lệ nuôi sống cao, bộ lông phát triển bình thường. Ngan không những dễ nuôi, nhanh lớn, tiêu tốn ít thức ăn, tỷ lệ nuôi sống cao mà giá cả cũng rất hợp lý.
Ngan có thể lai ghép chéo với vịt nhà để sinh ra con lai vô sinh tức loài hỗn chủng (vịt Mulard). Ngan đực đã được lai ghép ở quy mô thương mại với vịt mái bằng cách thụ tinh tự nhiên hoặc nhân tạo. Khoảng 40-60% trứng nở thành vịt Mulard được nuôi để lấy thịt.
Tương tự, việc lai ghép giữa vịt cổ xanh trống với ngan mái là có thể, dù con lai của chúng lại không cho thịt hay trứng với các đặc trưng mong muốn. Các con lai này thường được dùng trong sản xuất gan béo (foie gras). Một lá gan ngan thông thường có khối lượng 1 – 2 gam nhưng cũng nhờ chăn nuôi, có thể đạt đến trọng lượng từ 5 – 8 lạng. Gan ngan là món ăn yêu thích của người Pháp.
Tại Israel người ta đã lai ghép ngan với vịt cổ xanh để sản xuất các sản phẩm ăn kiêng của người Do Thái (kosher) từ vịt. Địa vị thức ăn kiêng của ngan là chủ đề tranh luận của người Do Thái trong trên 150 năm qua. Ngan nuôi tại Việt Nam hiện nay là các giống (ngan dé, ngan trâu v.v) của ngan bướu mũi đã thuần hóa, với số liệu ước tính theo FAO là khoảng 30.000 tới 100.000 con vào năm 1997.

## Các giống
Trong các loài thủy cầm, nhiều giống ngan được quan tâm vì hiệu quả nuôi khá cao. Có giống ngan mới chỉ nuôi chưa đầy 3 tháng mà đã nặng từ 5-5,5 kg/con. So với vịt, ngan có rất ít các chủng loại, dòng và giống. Một số giống là:
- Ngan Pháp: Là giống ngan nhà có nguồn gốc từ Pháp và có nhiều dòng khác nhau, trong đó có đặc điểm chung là có sản lượng trứng cao và ổn định. Tuỳ theo mục đích sử dụng khác nhau, các giống ngan trên được chuyển đến các nước khác nhau trên thế giới. Các dòng ngan Pháp gồm:
  - R31: Có màu vằn ngang và xám đen lúc trưởng thành.
  - R41: Màu đen, khối lượng cơ thể cao nhất.
  - R51: Ngan 1 ngày tuổi có lông màu vàng rơm, chân, mỏ có màu hồng hoặc trắng, trên đầu có đốm đen hoặc nâu. Đến tuổi trưởng thành, ngan có màu lông trắng.
  - R61: Loại này có lông màu xanh xám, là loại hình đặc thù nuôi với thức ăn đặc biệt để lấy gan.
  - R71: Ngan 1 ngày tuỏi có màu lông vàng rơm, có hoặc không có đốm đen trên đầu. Chân, mỏ màu hồng. Khi trưởng thành ngan có màu lông trắng.
  - Ngan Pháp siêu nặng có lông màu trắng tuyền. Mào và tích tai màu đỏ.
- Ngan nội: Ngan nội là các giống ngan nội địa của Việt Nam. Chúng cũng có nguồn gốc xa xưa từ Nam Mỹ, được nhập vào Việt Nam từ lâu, được nuôi nhiều ở nhiều nơi thuộc vùng Đồng bằng Sông Hồng. Có ba loại màu lông: trắng (ngan Ré), loang trắng đen (ngan Sen) và màu đen (ngan Trâu).

## Chăn nuôi
Chọn giống ngan phải được thực hiện ngay từ khi ngan mới nở, chọn những con lông bông, mắt sáng, bụng gọn, chân mập, cứng cáp, dáng đi vững vàng, có màu sắc lông tơ đặc trưng của giống. Ngan vẫn thường xuyên bị một số căn bệnh tấn công như bệnh dịch tả vịt, bệnh phó thương hàn, bệnh tụ huyết trùng và bệnh cúm gia cầm.